# Domérat
Domérat település Franciaországban, Allier megyében. Lakosainak száma 8665 fő (2022. január 1.). Domérat La Chapelaude, Huriel, Montluçon, Prémilhat, Quinssaines, Saint-Victor és Vaux községekkel határos.

## Népesség
A település népességének változása:
| Lakosok száma | 5725 | 8534 | 8875 | 8996 | 9033 | 8940 | 8780 | 8729 | 8698 | 8665 |
|               | 1968 | 1982 | 1990 | 2006 | 2013 | 2015 | 2017 | 2019 | 2020 | 2022 |